# Cóc gai mắt
Cóc gai mắt (danh pháp hai phần: Xenophrys longipes, đồng nghĩa: Megophrys longipes) là một loài lưỡng cư thuộc họ Megophryidae. Loài này có ở Malaysia, Thái Lan, Việt Nam và có thể cả Campuchia.
Môi trường sống tự nhiên của chúng là rừng ẩm vùng đất thấp nhiệt đới hoặc cận nhiệt đới và ven sông ngòi.
Chúng hiện đang bị đe dọa vì mất môi trường sống.

## Hình ảnh

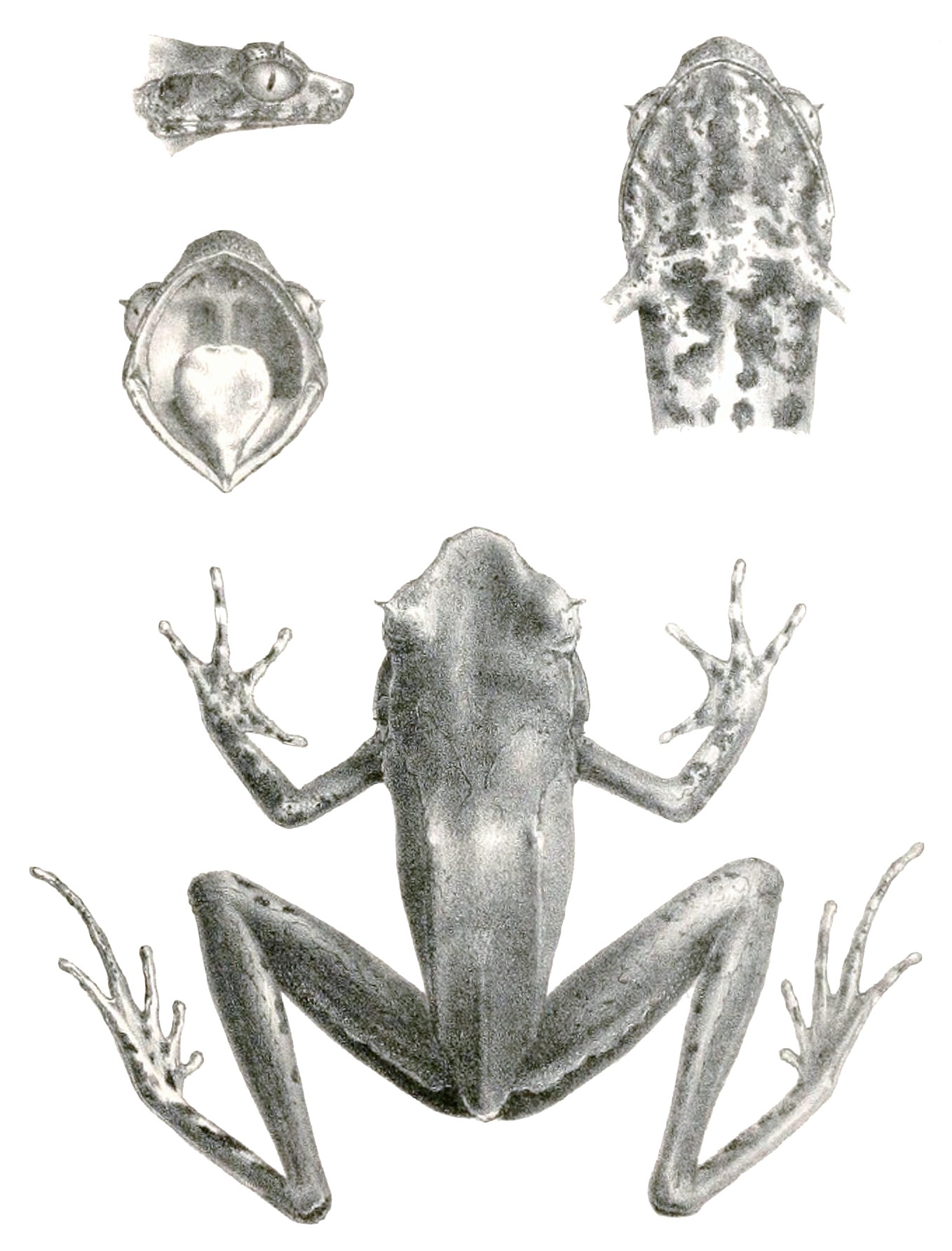